# Brednäbbad dykpetrell
Brednäbbad dykpetrell (Pelecanoides georgicus) är en fågel i familjen liror inom ordningen stormfåglar.

## Utseende
Dykpetreller är små, havslevande fåglar med korta vingar och kort stjärt, förvånansvärt lika alkekungar i familjen alkor på norra halvklotet. De flyger snabbt och direkt tätt över vattenytan med svirrande vingar, ibland rakt ner i vattnet (därav namnet dykpetreller). Simmande fågel påminner om små pingviner eller alkor.
Denna art är i fält i stort sett omöjlig att skilja från smalnäbbad dykpetrell. Den har något mer utbrett ljusare spetsar på skuldrorna, vita istället för grå undre vingtäckare och är ljusare på både bröstband och handpennornas innerfan. I handen syns ett svart streck på baksidan av benen, vilket smalnäbbad dykpetrell saknar. Vidare är, som namnet avslöjar, näbben bredare.

## Utbredning och systematik
Fågeln förekommer i subantarktiska områden – Sydatlanten, öar i södra Indiska oceanen, kring Nya Zeeland och sydöstra Australien. Den delas in i två underarter med följande utbredning:
- Pelecanoides georgicus whenuahouensis – Codfish Island utanför Nya Zeeland
- Pelecanoides georgicus georgicus – resten av utbredningsområdet

BirdLife International urskiljer whenuahouensis som en egen art, Pelecanoides whenuahouensis.

### Familjetillhörighet
Dykpetrellerna ansågs tidigare utgöra en egen familj, Pelecanoididae, men inkorporeras numera i familjen liror (Procellariidae) efter genetiska studier.

## Levnadssätt
Brednäbbad dykpetrell är mer havslevande än andra dykpetreller. Födan består av planktonstora kräftdjur, framför allt krill av arten Euphausia superba. Den häckar mellan november och mars i kolonier i hålor som grävs i stenig jord med endast lite eller ingen växtlighet, till skillnad från smalnäbbad dykpetrell som trivs vid tuvgräs på branta sluttningar.

## Status och hot
Internationella naturvårdsunionen IUCN bedömer hotstatus för de två taxonen var för sig, nominatformen som livskraftig och whenuahouensis som akut hotad.